# 어드리프트 (2006년 영화)
《어드리프트》(영어: Open Water 2 혹은 Adrift 또는 Open Water 2)는 독일에서 제작된 한스 호른 감독의 2006년 영어 심리 공포 스릴러 영화이다. 유사한 소재를 다룬 《오픈 워터》(2003, Open Water)가 흥행에 성공하자 제목을 빌어 왔다. 수전 메이 프랫 등이 출연하였고, 단 마크 등이 제작에 참여하였다.

## 줄거리
주말에 호화 요트를 타고 멕시코 바다 위에서 놀던 여섯 명의 친구들이 수영을 하러 바닷물 속으로 뛰어들기 전 요트 사다리를 내려놓는 걸 그만 깜빡하고 만다. 요트 옆면은 너무 미끄러워 붙잡아 타고 오를 수 없고 도약을 해서 오르기엔 갑판이 너무 높아 이들은 요트에 재승선하지 못하고 태평양을 표류하게 된다.

## 출연진
- 수전 메이 프랫
- 에릭 데인
- 리처드 스페이트 주니어
- 니클로스 랭
- 앨리 힐리스
- 캐머런 리처드슨

## 기타 제작진
- 배역: 낸시 네이어, 켈리 와그너
- 미술: 프랑크 고트
- 추가 대사: 리처드 스페이트 주니어